# María Teresa Guerrero
María Teresa Guerrero Guerrero (Guayaquil, 9 de febrero de 1978) es una actriz,presentadora de televisión, empresaria y modelo ecuatoriana.

## Carrera
A finales de década de 1990 Guerrero participó en varios concursos de belleza dentro y fuera de Ecuador. 
Fue la protagonista de la serie Sin límites, de Ecuavisa.
Por un tiempo fue periodista deportiva, siendo presentadora del espacio Sótano Deportivo junto a Marcos Hidalgo y Carlos Luis Morales.
También ha presentado el segmento Gente del noticiero Televistazo, y la emisión dominical del mismo noticiero. 
Además fue presentadora en el espacio de variedades, En Contacto del mismo canal por varios años hasta el 2014.
En cine, ha protagonizado las películas Retazos de vida (2008) y Sólo es una más (2016), ambas dirigidas por la cineasta ecuatoriana Viviana Cordero.

## Trayectoria

### Programas
- (2024) Masterchef Celebrity Ecuador - Participante
- (2006-2014) En contacto - Presentadora
- (2004-2013) Televistazo - Presentadora
- (2000) Sótano Deportivo - Presentadora

### Series y Telenovelas
- (2013) NoveleaTV - Varios personajes
- (2013) Veto al feo - Lic. María Calderón "La Flaca"
- (2013) ¡Así pasa! - Invitada
- (2008) El secreto de Toño Palomino - Invitada
- (2000-2001) Sin límites - María Mercedes Duarte "Meche"

### Cine
- (2016) Sólo es una más - Natalia
- (2008) Retazos de vida - Lorena